# Maximilian Bayer

Maximilian Bayer 1916

Maximilian Gustav Stephan Bayer (Pseudonym: Jonk Steffen; * 11. Mai 1872 in Karlsruhe; † 25. Oktober 1917 bei Nomeny) gründete 1909 gemeinsam mit Alexander Lion die deutsche Pfadfinderbewegung. Während des Ersten Weltkriegs baute er mit dem 27. Königlich-Preußischen Jägerbataillon den Kern der späteren finnischen Armee auf.

## Leben
Maximilian Bayer wurde als erstes Kind geboren und hatte eine Schwester. Seine Eltern waren der aus einer alten Offiziersfamilie stammende Generalmajor Stephan Bayer (1816–1893) und dessen zweite Frau Julie Henoch (1839–1888). Zwischen 1873 und 1875 befand sich die Familie in Italien (Pisa, Florenz, Bagni di Lucca, Viareggio), danach wohnte sie bis 1876 in Baden-Baden, bis 1877 in Gotha am Wohnort von Julie Henochs Mutter und bis 1883 erneut in Baden-Baden, wo Maximilian an einer schweren Augendiphtherie erkrankte. Von 1883 bis 1886 lebte die Familie wieder in Italien. Zunächst auf Capri und anschließend in Venedig, wo Maximilian das Marco-Polo-Gymnasium besuchte. Hier wurde er auch mit der italienischen Kultur und Sprache vertraut. Ostern 1887 trat er mit 14 Jahren, der militärischen Familientradition folgend, in die Haupt-Kadetten-Anstalt Groß-Lichterfelde in Berlin ein. 1888 starb seine Mutter. 1891 verließ er als Sekonde-Lieutenant mit 18 Jahren die Anstalt.
Von 1891 bis 1898 diente Bayer beim 1. Oberrheinischen Infanterie-Regiment Nr. 97 in Saarburg, danach wurde er zur Kriegsakademie in Berlin abkommandiert. 1901 wurde er zum Generalstab versetzt und 1903 in den Großen Generalstab berufen.
Als am 12. Januar 1904 in Deutsch-Südwestafrika der Herero-Aufstand ausbrach, meldete Bayer sich freiwillig. Nach seinem Ausscheiden aus dem Heer am 31. Januar 1904 wurde er am 1. Februar desselben Jahres im Stab des Führers des Marine-Expeditionskorps für Deutsch-Südwestafrika im 2. Seebataillon eingesetzt. Er erhielt die Beförderung zum Hauptmann vorläufig ohne Patent, das ihm am 10. März nach seiner Ankunft in der Kolonie übergeben wurde. Im gleichen Monat wurde Bayer dem Oberkommando der Schutztruppe unter Gouverneur Oberst Theodor Leutwein als Zweiter Generalstabsoffizier zugeteilt. Seine Stationierung war bei der Hauptabteilung in Okahandja. Ebenfalls 1904 traf er in Südwestafrika auf den späteren Gründer des deutschen Pfadfindertums, Alexander Lion, ohne dass es jedoch zu einer freundschaftlichen Bindung kam.
Für seine Teilnahme an fast allen wesentlichen Kämpfen des Hererokrieges erhielt er am 3. November 1904 den preußischen Roten-Adler-Orden IV. Klasse mit Schwertern. Im Juni 1905 erkrankte er an Typhus und hatte in der Folge chronische Herzbeschwerden. Im August 1905 erhielt er das Ritterkreuz II. Klasse mit Eichenlaub und Schwertern des Badischen Ordens vom Zähringer Löwen.
Von Oktober bis Dezember 1905 befand er sich auf Erholungsurlaub in Deutschland. Am 27. Januar 1906 wird ihm der Bayerische Militärverdienstorden IV. Klasse mit Schwertern verliehen. Im Frühjahr begann er eine Vortragsreise durch 35 deutsche Städte, um über die Kriegshandlungen in Südwestafrika zu berichten. Daneben verfasste er mehrere Bücher über seine Erlebnisse, für die er teilweise das Pseudonym Jonk Steffen wählte. Erfolgreich war er auch mit seinen Abenteuergeschichten.
1907 wurde er Chef der 1. Kompanie im 3. Unter-Elsässischen Infanterie-Regiment Nr. 138 in Dieuze.
In der zweiten Jahreshälfte 1908 lernte Bayer auf einer Tagung der Deutschen Kolonialgesellschaft den Stabsarzt Alexander Lion, selbst ehemaliges Mitglied der Schutztruppe in Deutsch-Südwestafrika, kennen. Er war vom Gedanken des Pfadfindertums, den Lion nach persönlichen Gesprächen mit dem englischen General Robert Baden-Powell, dem Gründer der Weltpfadfinderbewegung, aus London mitgebracht hatte, begeistert und stellte ab diesem Zeitpunkt fast seine gesamte Freizeit in den Dienst, die Pfadfinderbewegung in Deutschland aufzubauen und fest zu etablieren. Bayer erklärte sich bereit, Lion bei der Bearbeitung und Herausgabe einer geplanten Übersetzung von Baden-Powells Jugendbuch Scouting for Boys zu unterstützen. Schon zwischen November und Dezember desselben Jahres machte er sich an die Arbeit. Dies war auch die Zeit seines anhaltenden Briefwechsels mit Lion.
Am 20. Januar 1909 wurde in Berlin der Pfadfinderförderverein „Jugendsport in Feld und Wald“ gegründet. Als ersten Vorsitzenden hatte sich eine prominente Persönlichkeit finden lassen, der Generalkonsul Georg Baschwitz. Bayer wurde in den erweiterten Vorstand gewählt. Die Gründung dieses Vereins mobilisierte jedoch zahlreiche Gegner. Lion, Bayer und ihre Mitstreiter mussten sich in den folgenden Jahren Kritik aus militärischen, bürgerlichen und kirchlichen Kreisen gefallen lassen, die sich darauf konzentrierte, dass die Pfadfindermethode im von vielen gehassten England entwickelt worden war. Daher folgte schon im März 1909 die erste Welle heftiger Angriffe durch die Presse. Die Vereinsmitglieder bangten um ihre Existenz und fürchteten, gesellschaftlich ruiniert zu werden. Daher schied Bayer im Mai desselben Jahres nach dienstlichen Widerständen gegen sein „vaterlandsloses Verhalten“ aus dem Vorstand des Pfadfinderfördervereins „Jugendsport in Feld und Wald“ aus und ließ seinen Namen vom Titelblatt des wenig später erscheinenden Pfadfinderbuches streichen.
Im Mai 1909 veröffentlichte Alexander Lion das Pfadfinderbuch, von dem Bayer wesentliche Teile verfasst hatte (unter anderem die Abschnitte zu den Bereichen Natur, Pfadfindertechniken und Vaterland). Die Kompromisse, welche für die deutsche Übertragung des britischen Bestellers notwendig waren, machten sich in der ersten Auflage noch nicht auffällig bemerkbar, was neue Angriffe zur Folge hatte. Der gesundheitlich angeschlagene Bayer musste noch im fortlaufenden Jahr aufgrund eines erneuten Herzleidens drei Monate Urlaub nehmen.
Als sich 1911 in Berlin der Deutsche Pfadfinderbund (DPB) gründete, wurde Bayer zum „Ersten Reichsfeldmeister“ gewählt. Bayer ließ sich für ein Jahr ohne Gehalt beurlauben, um sich in dieser Zeit ausschließlich dem Aufbau der Pfadfinderbewegung widmen zu können. Er blieb bis zu seinem Tod Reichsfeldmeister des DPB. Im Mai erschien die zweite vollständig überarbeitete Auflage des Pfadfinderbuches als Kompromiss, um es den Gegnern der Pfadfinderbewegung einigermaßen recht zu machen. Bayer ließ sich nun auf der Titelseite erwähnen. Ab dieser Ausgabe entfernte sich der Inhalt des Werkes immer weiter von Baden-Powells ursprünglichen Gedanken, es wurde deutschtümelnd und stilisierte Friedrich Ludwig Jahn zum Vorbild der ersten deutschen Pfadfinder.
Im Frühjahr 1912 besuchte Emmerich Teuber, Gründer des „Wiener Pfadfinderkorps“ und damit der österreichischen Pfadfinder, Maximilian Bayer in Berlin. Teuber war jedoch enttäuscht, da Bayers Bestrebungen, echte Pfadfinderarbeit zu leisten, durch die massiven Widerstände in Deutschland unmöglich geworden waren. Als einzig gangbare Kompromiss zeichnete sich nur noch eine einseitige vormilitärische Jugendausbildung ab.
Zwischen Oktober und November 1912 kam es wieder zu massiven Anwürfen gegen Bayer, Lion und von Seckendorff durch General Albano von Jacobi. Er warf den Herausgebern des Pfadfinderbuches unter anderem Mangel an Vaterlandsliebe, Königstreue und religiösen Empfindungen vor. Von Jacobi ließ zu diesem Anlass eine Schmähschrift drucken, die antisemitisch ausgelegt war und auf Lions jüdische Geburt anspielte. So spottete Jacobi vom Verein „Judensport in Wald und Feld“ und nannte den Pfadfinderförderer Baschwitz einen „eitlen“, „jüdischen“ Herrn.
Im Februar 1912 beteiligten sich Bayer, Lion und von Seckendorff als Autoren an dem von Elise von Hopffgarten herausgegebenen „Pfadfinderbuch für junge Mädchen“, das, frei von patriotischen Parolen und religiöser Einseitigkeit, ein selbstbestimmtes Leben junger Frauen fördern wollte. Es finden sich zahlreiche Verweise auf die Frauenbewegung. Den Auslöser für dieses Werk und den daraus entstandenen Bund Deutscher Pfadfinderinnen hatte Bayer gegeben.
Am 1. Oktober 1913 wurde Bayer 42-jährig zum Major befördert und nach Halberstadt zum Stab des Infanterieregiments Nr. 27 versetzt. Da er hauptsächlich Büroarbeiten wahrnehmen musste, blieb ihm viel Zeit für die Pfadfinderarbeit. So konnte er am 12. Oktober am zweiten Vertretertag des rheinischen Landesverbandes des DPB in Bonn teilnehmen und am 19. Oktober mit rund 2.000 „seiner“ Pfadfinder einen Festzug zum Abschluss der Jahrhundertfeier in Berlin veranstalten.
Er nahm zwischen dem 14. und 16. März 1914 an der dritten Mitgliederversammlung des DPB in Berlin teil; zeitgleich mit dem Feldmeistertag. Während der Versammlung, am 15. März, war er an vorderster Stelle bei einer Ehrung des deutschen Kronprinzen und des Prinzen Karl II. von Hohenzollern-Sigmaringen, der auf Staatsbesuch in Deutschland weilt, dabei, welche der DPB mit rund 1.600 Pfadfindern und 100 Feldmeistern im Berliner Eichkamp durchführte.
Im Ersten Weltkrieg wurde Bayer zunächst an der Westfront eingesetzt. Für die Teilnahme beim Sturm auf Lüttich erhielt er das Eiserne Kreuz 2. Klasse. Vom 30. August 1914 bis zum 5. Januar 1915 war Bayer Stadtkommandant von Brüssel. Dort setzte er jugendliche deutsche Pfadfinder für militärische Hilfsdienste ein.

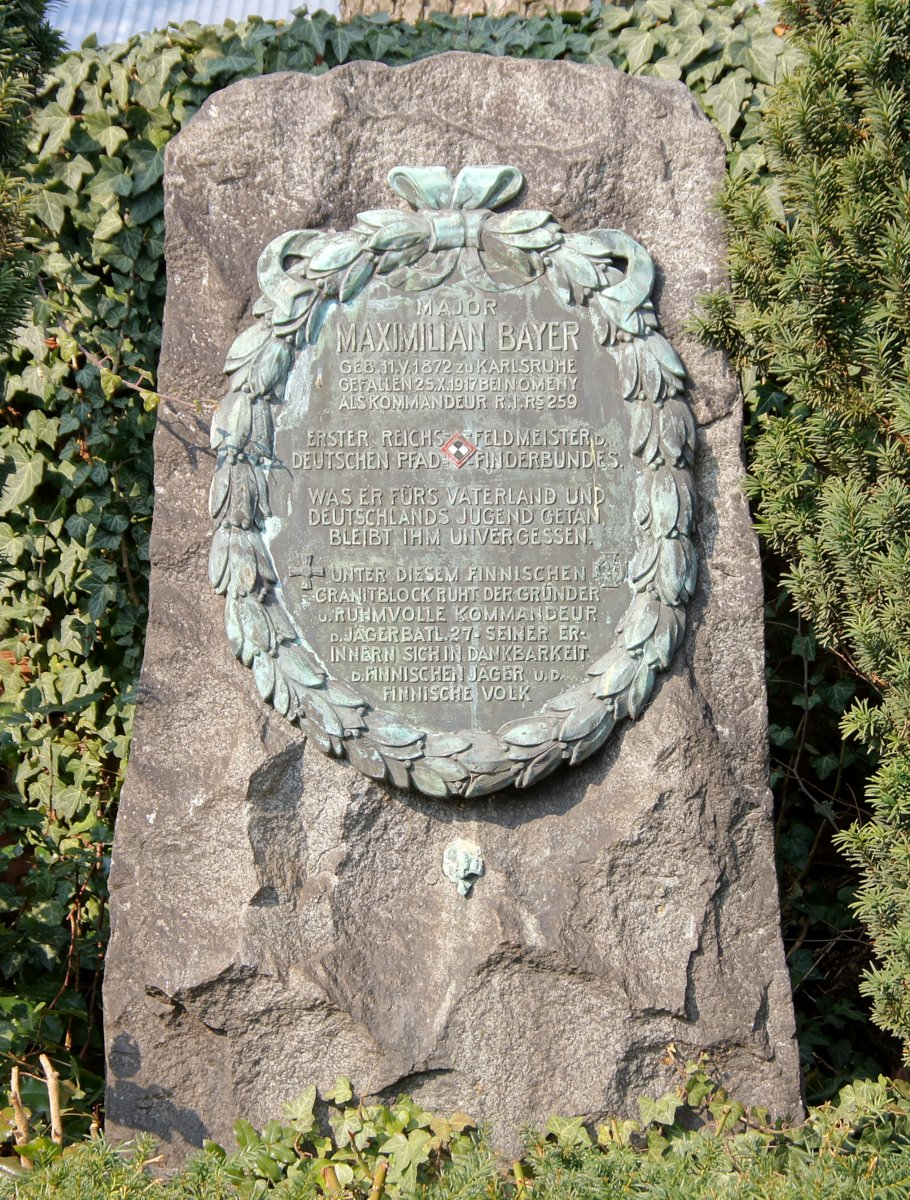
Grab Bayers in Mannheim

Anfang 1915 wurde Bayer zunächst nach Berlin beordert, um ein Konzept zum Aufbau einer türkischen Pfadfinderbewegung nach deutschem Vorbild zu entwickeln. Wenig später erhielt Bayer den Befehl, im Lager Lockstedt finnische Freiwillige auszubilden. Bereits am 25. Februar begann der erste „Pfadfinder-Feldmeister-Kurs“ in Lockstedt. Im August 1915 wurde Bayer Kommandeur der „Ausbildungstruppe Lockstedt“, die 1916 in das Jäger-Bataillon Nr. 27 (Finnische Jäger) umgewandelt wurde. Ab Mai 1916 wurde das Jäger-Bataillon unter Bayer in Kurland eingesetzt und Bayer 1917 Eisernen Kreuz 1. Klasse ausgezeichnet.
Nach einer kurzen Abkommandierung zum Generalstab (5. Januar bis 6. April 1917) wurde Bayer als Kommandeur des Reserve-Infanterieregiments Nr. 259 an die Westfront in den Raum Verdun versetzt, wo zwischen August und Oktober schwere Kämpfe tobten. Nachdem er am 22. Oktober 1917 in die Ruhestellung des Führungsstabes in St. Jürgen nahe Nomeny (Lothringen) gekommen war, fiel er dort „zwischen den Fronten“ am 25. Oktober 1917 bei einem Inspektionsgang durch die vordersten Stellungen durch die Hand eines feindlichen Scharfschützen. Seine Leiche wurden erst nach sechs Monaten, am 2. April 1918, identifiziert und auf dem Soldatenfriedhof Unterhofen bei Metz niedergelegt. Die Pfadfinder des Deutschen Pfadfinderbundes hielten im Oktober 1918 eine erste Gedächtnisfeier ab.
1924 wurden Bayers sterbliche Überreste auf dem Militärfriedhof Féy bei Novéant an der Mosel ausgebettet und am 28. August 1926 nach Deutschland überführt. Am 9. Oktober 1926 wurden diese auf dem Hauptfriedhof in Mannheim im Familiengrab unter Anteilnahme zahlreicher Pfadfinderführer und Vertreter Finnlands beigesetzt und am 11. Mai 1929 fand ebenfalls unter Beteiligung der Pfadfinder und Finnen die Einweihung eines Gedenksteines auf dem Grab statt. An dieser Stätte finden bis heute Gedenkveranstaltungen der Pfadfinder statt.
Auf seinem Grab steht ein finnischer Granitfindling mit einem ovalen Schriftmedaillon im Lorbeerkranz aus Galvanobronze. In der Inschrift ist das schwarz-weiß-rote Zeichen des Pfadfinderbundes eingelassen. Des Weiteren wurde eine Darstellung des Verdienstkreuzes und des Eisernen Kreuzes mit Lorbeerkranz auf die Tafel eingebracht.
Eine weitere Würdigung als Jugendführer fand Bayer am 19. Juni 1977 mit der feierlichen Enthüllung eines Gedenksteines auf dem Ehrenhain der Deutschen Jugendbewegung bei Burg Waldeck im Hunsrück.

## Veröffentlichungen
- Die Nation der Bastards. W. Süsserott, Berlin 1906 (Koloniale Abhandlungen 1); englisch unter dem Titel The Rehoboth baster nation of Namibia. Basler Afrika-Bibliografie, Basel 1984. ISBN 3-905141-38-8.
- Der Krieg in Südwestafrika und seine Bedeutung für die Entwicklung der Kolonie. Verlag von Friedrich Engelmann, Leipzig 1906, DNB 579153517.
- Mit dem Hauptquartier in Südwestafrika. Verlag Wilhelm Weicher, Berlin 1909, Digitalisat UB J.C. Senckenberg. Nachdruck: Melchior Verlag, Wolfenbüttel 2012, ISBN 978-3-944289-00-7.
- Im Kampfe gegen die Hereros: Bilder aus dem Feldzug in Südwest. Schaffstein, Köln 1911, Digitalisat UB J.C. Senckenberg
- Der deutsche Pfadfinderbund. Langensalza, 1914.
- Scherls Jung-Deutschlandbuch 1914. Scherl, Berlin 1913 – und weitere Jahrgänge.

- unter Jonk Steffen (Pseudonym von Maximilian Bayer)
  - Im Orlog: südwestafrikanischer Roman. Verlag kolonialpolitischer Zeitschriften, Berlin 1910.
  - Okowi – ein Hererospion? Eine Geschichte aus dem südwestafrikanischen Kriege. Weicher, Berlin 1910; spätere Ausgaben mit Veränderungen im Text unter dem Titel Die Rache des Herero; Nachdruck der Erstauflage von 1910: heiselbetz/medien, 2007 ISBN 978-3-940167-00-2.
  - Die Helden der Naukluft. Spamer, Leipzig 1912; Nachdruck: Peters Antiques, Swakopmund 1998 ISBN 99916-741-5-2.